# Lavieu
Lavieu este o comună în departamentul Loire din sud-estul Franței. În 2009 avea o populație de 98 de locuitori.

## Evoluția populației
| An        | 1975 | 1982 | 1990 | 1999 | 2006 | 2009 |
| --------- | ---- | ---- | ---- | ---- | ---- | ---- |
| Populație | 79   | 71   | 56   | 77   | 89   | 98   |